# Maestro de la Unión

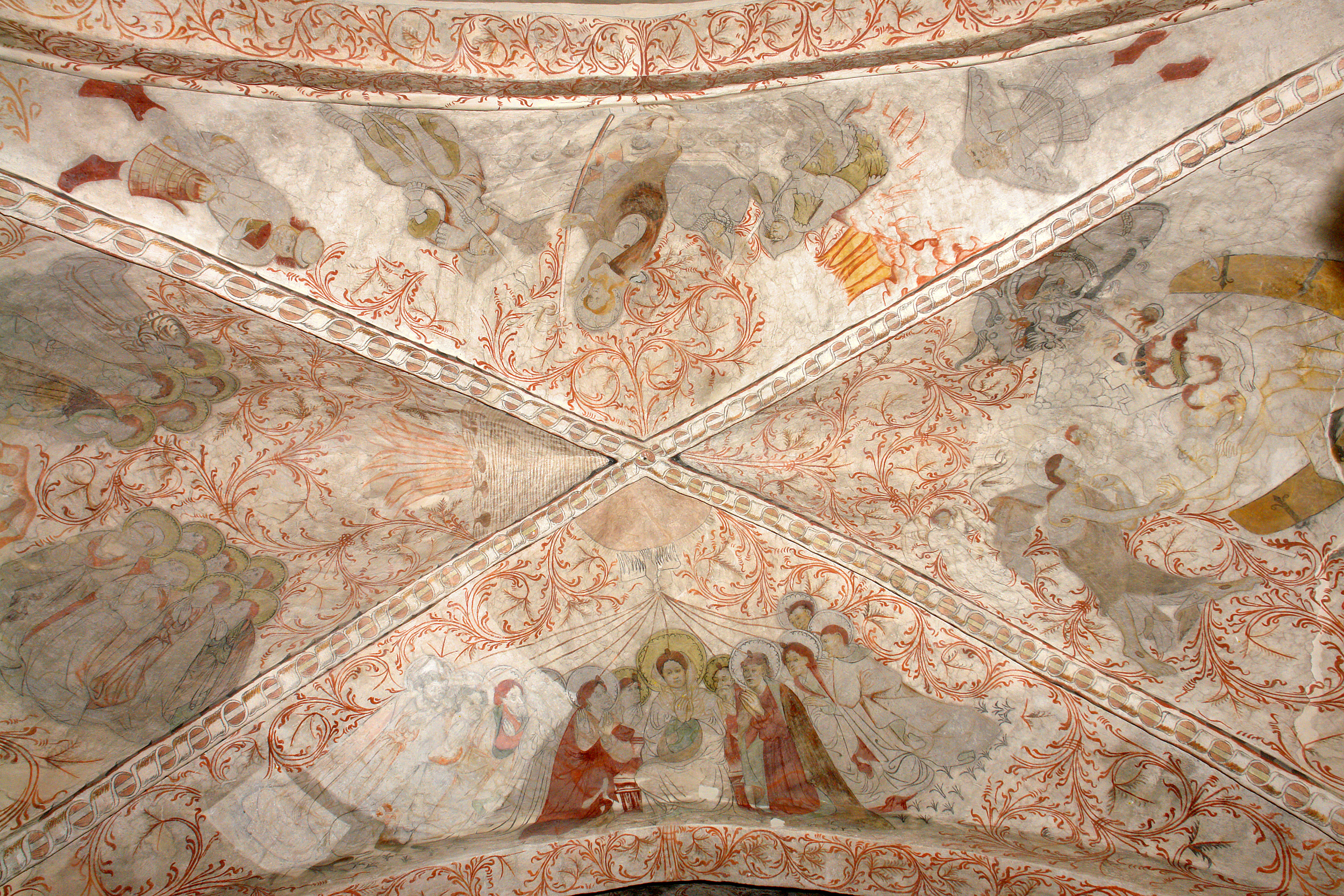
Maestro de la Unión: Bóvedas ricamente redecoradas en la iglesia de Undløse (c. 1430)

El maestro de la Unión (en danés, Unionsmesteren) o el maestro de Undløse (en danés, Undløsemesteren) es el nombre dado a un artista anónimo activo en la primera mitad del siglo XV en Dinamarca y posiblemente en Suecia, que entonces formaban parte de la Unión de Kalmar. Se ha sugerido que el maestro de la Unión es idéntico al maestro de Fogdö, quien trabajó junto con su taller en la decoración de iglesias con frescos de una calidad artística inusualmente alta.

## Biografía
El maestro de la Unión estuvo activo entre 1410 y 1440 en Dinamarca y, quizá, también en el sur de Suecia. Los frescos de la iglesia de Undløse, en el noroeste de Selandia, representan los principales acontecimientos de la vida de Jesucristo, desde la Natividad hasta la visión de santa Brígida de Suecia (1303-1373), que también aparece en la escena. También se representa la infancia de san Lorenzo, patrón de Undløse. También se observan figuras grotescas, probablemente como advertencia contra una vida indecorosa. El fresco de San Jorge y el Dragón de la cercana iglesia de Rørby también se considera de gran valor artístico. Los de la iglesia de Nødebo, cerca de Hillerød, están especialmente bien ejecutados, sobre todo el de la Coronación de María.
Se considera que el taller de Undløse supera el nivel artístico de sus contemporáneos. Las figuras son plásticas, los rostros precisos y los trajes están cuidadosamente elegidos. Los paisajes y edificios tienen perspectiva, mientras que el sombreado enfatiza los volúmenes. La decoración ornamental es elegante y consiste principalmente en una vara rodeada de una cinta ancha y una enredadera en espiral con ramitas de abeto. Las obras parecen estar inspiradas en el maestro bohemio de Wittingau (c. 1380) o en el wesfaliano Conrad von Soest, mientras que los propios artistas podrían haber sido extranjeros. 

## Relación con el Maestro de Fogdö
Se ha sugerido que el maestro de la Unión podría ser el responsable de los frescos de las iglesias de Fogdö y Runtuna, así como de la catedral de Strängnäs, en Suecia. También se ha sugerido que se trata de otro artista, a veces llamado el maestro de Fogdö (en sueco, Fogdömästaren). Hasta cierto punto, la atribución de obras a artistas o talleres individuales de esta época seguirá siendo incierta y un caso para futuras investigaciones. Sin embargo, según Signums svenska konsthistoria, una historia completa del arte de Suecia, los detalles artísticos descubiertos en la iglesia de Rørby (Dinamarca) en 1981 muestran de forma convincente similitudes lo suficientemente fuertes como para descartar que los frescos suecos y daneses sean obra de artistas diferentes. Así pues, el maestro de Fogdö sería idéntico al maestro de la Unión. El nombre de maestro de la Unión hace referencia a la unificación política entre Dinamarca y Suecia en aquella época.  

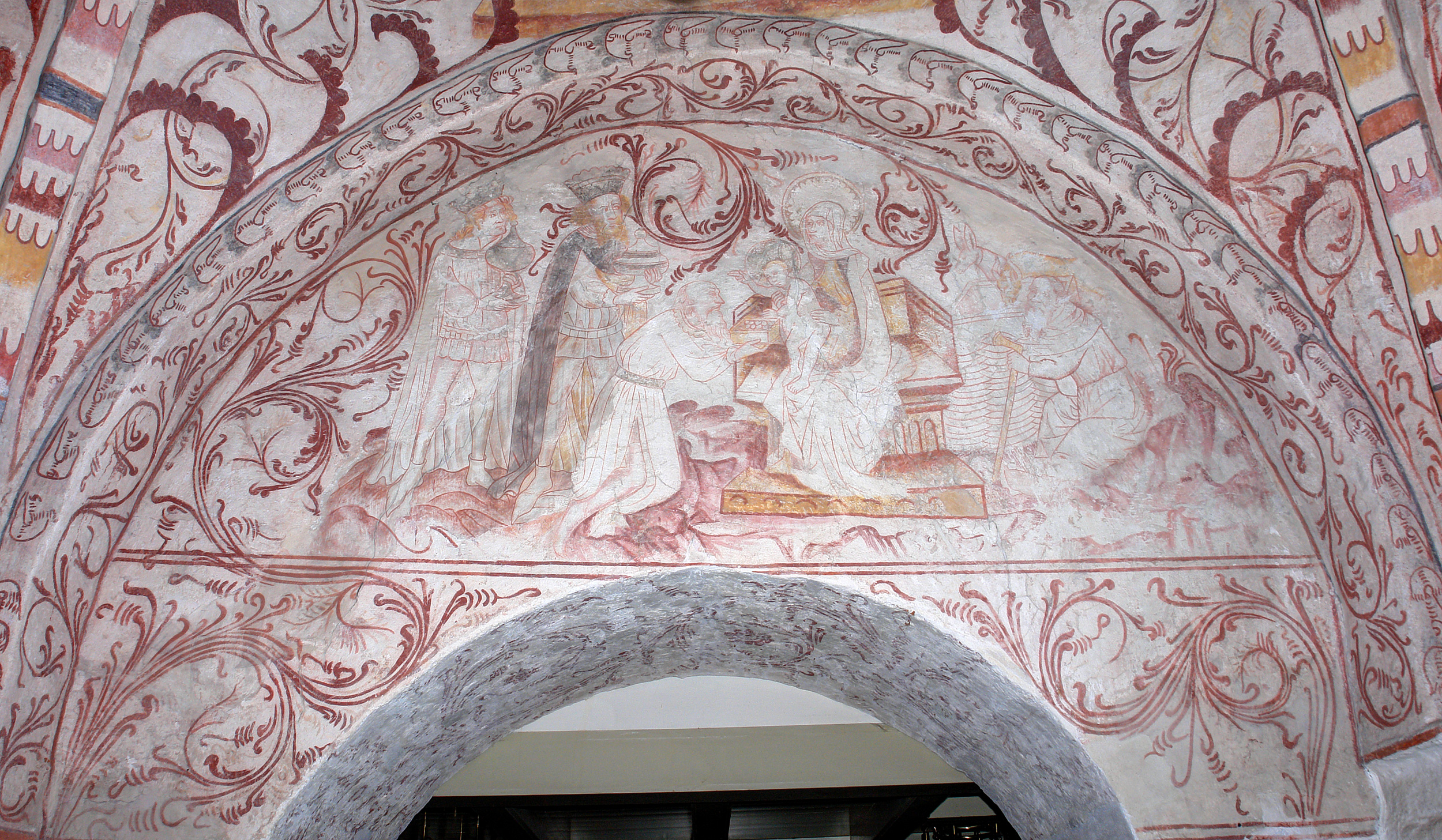
Adoración de los Reyes Magos, Nødebo
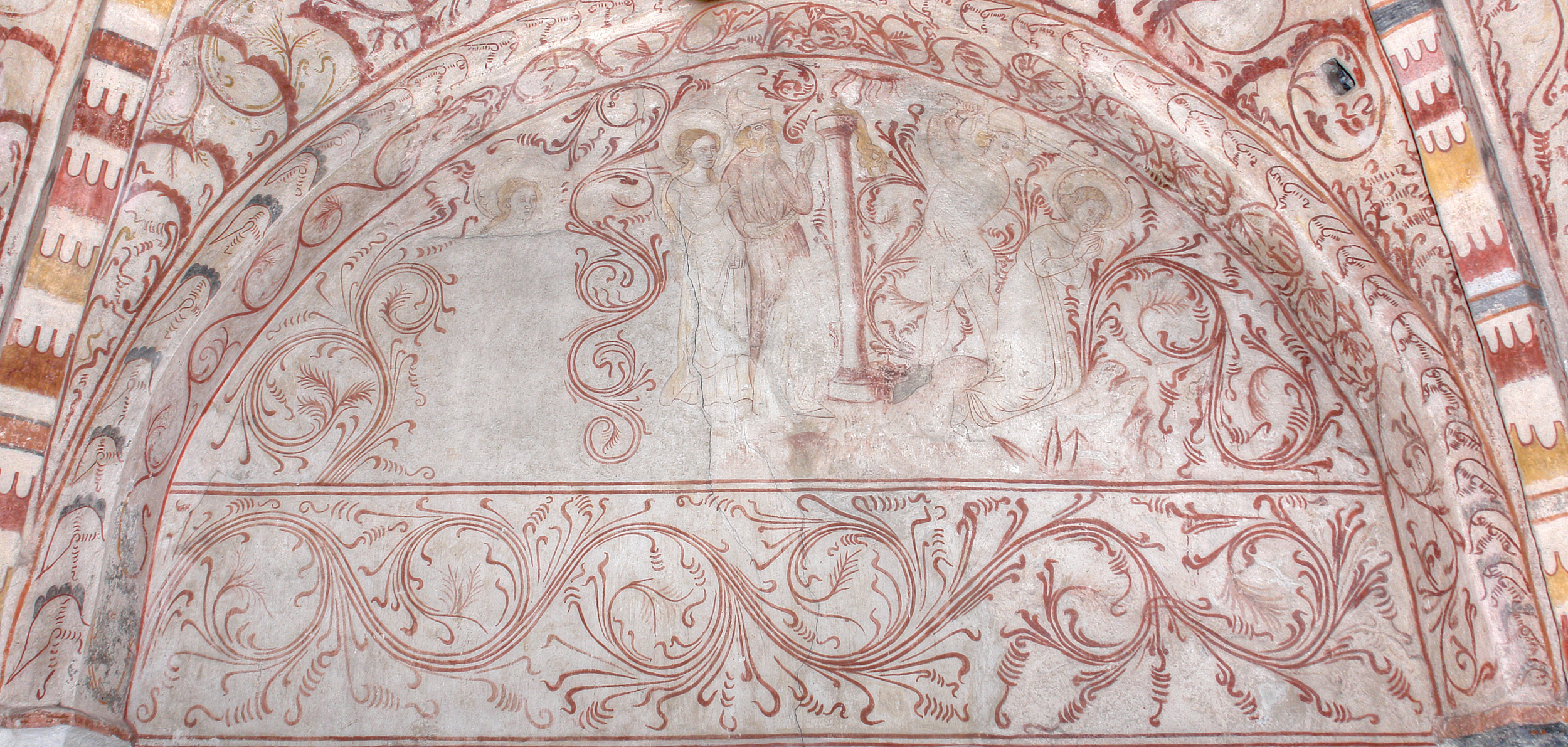
Ejecución de Juana de Arco, Nødebo
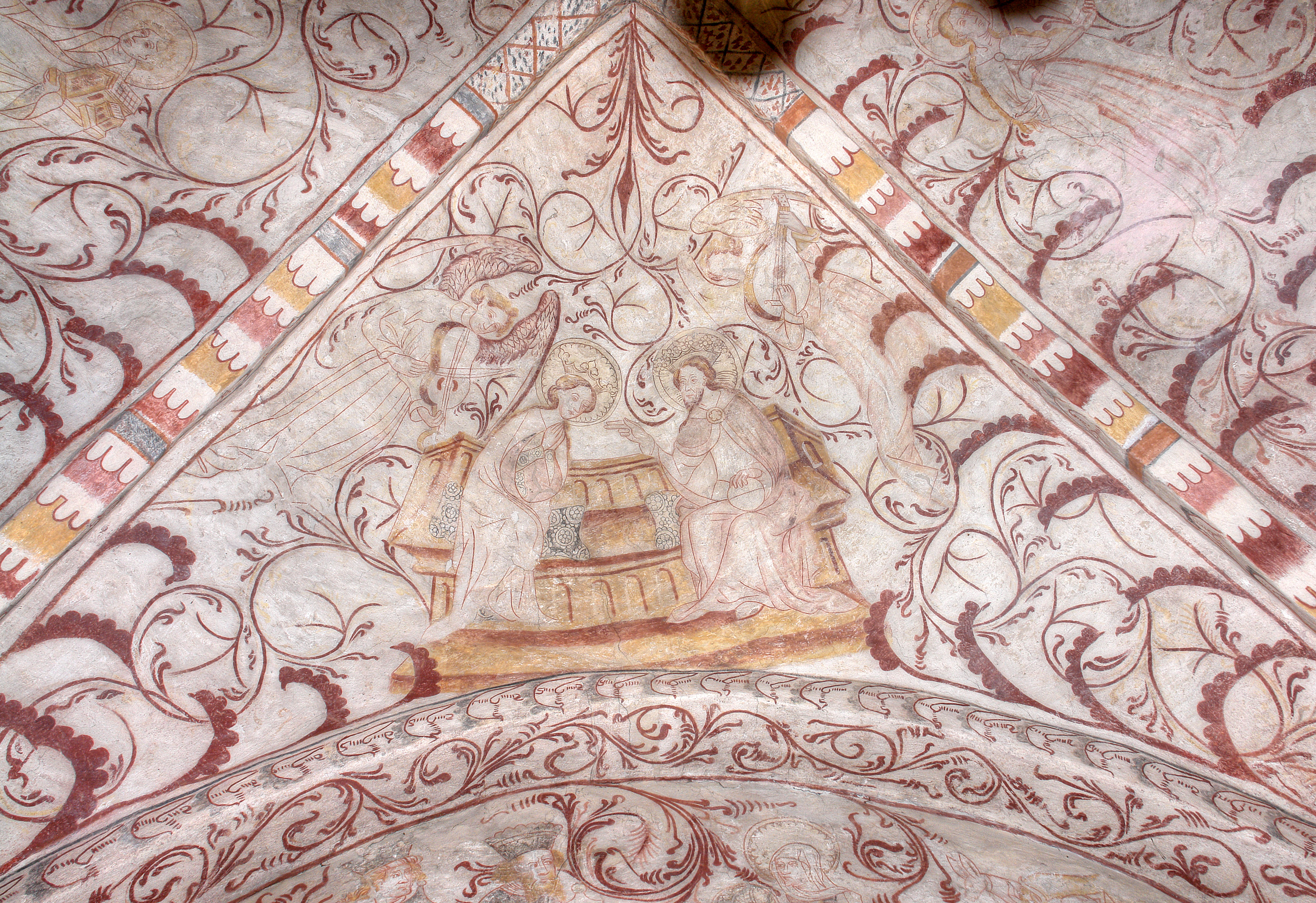
Coronación de María, Nødebo
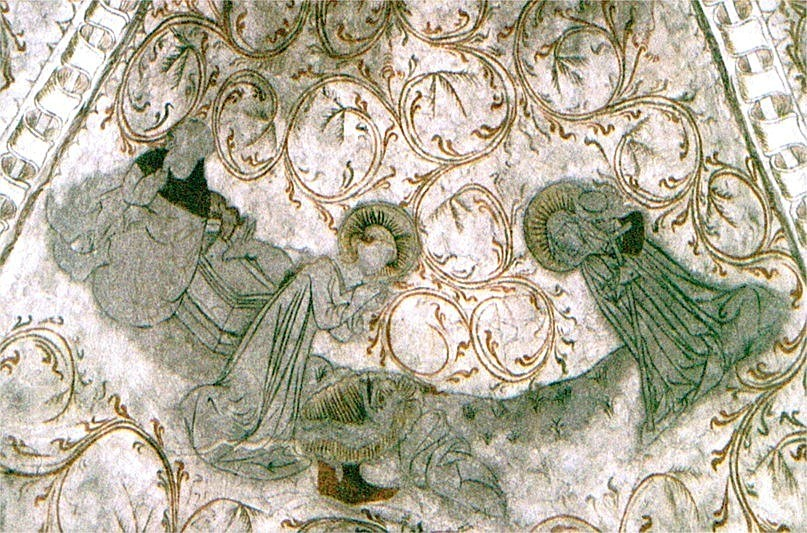
La Natividad y Brígida de Suecia, Undløse
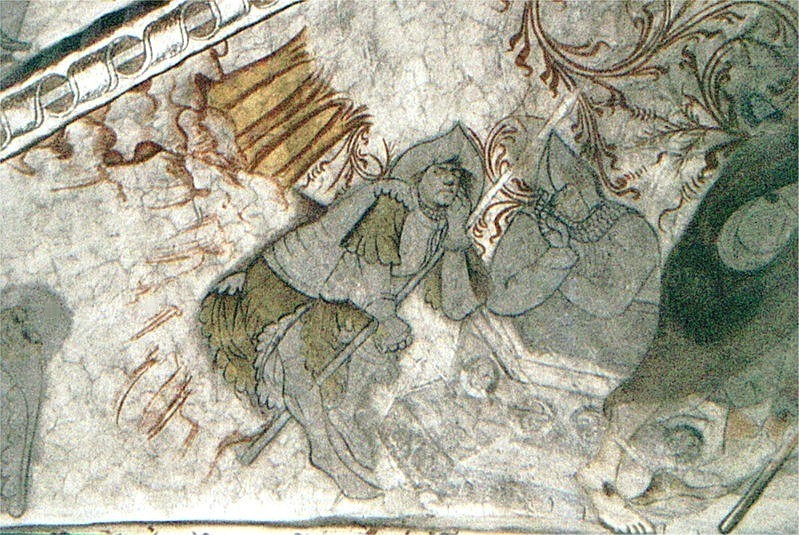
Soldado durmiendo junto a la tumba, Undløse
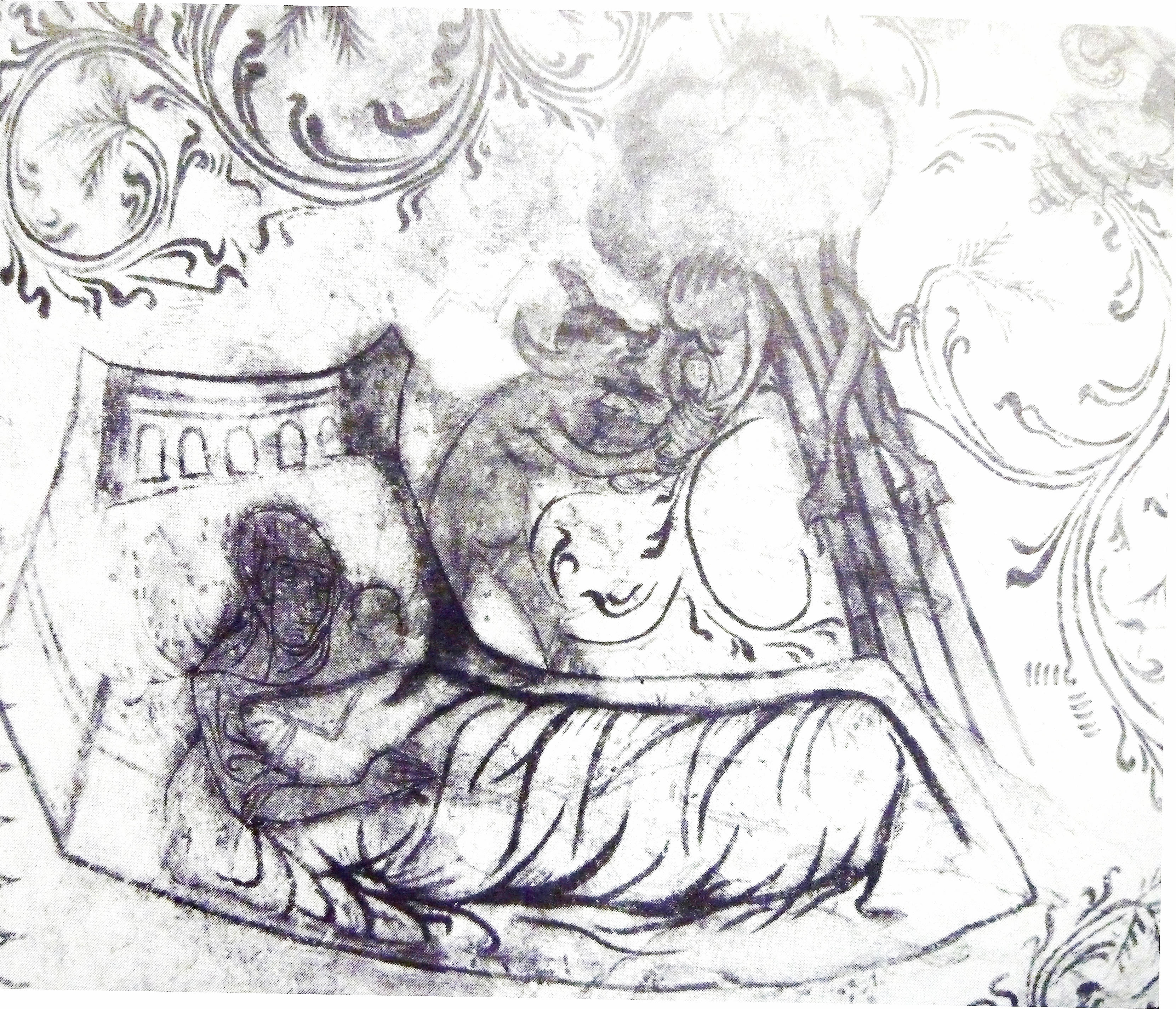
El diablo con el niño Lorenzo, Undløse.